# 2009
2009 (MMIX) година е обикновена година, започваща в четвъртък според Григорианския календар.
- Международна година на астрономията.
- Международна година на природните влакна.
- Година на Николай Гогол.

Съответства на:
- 5769 – 5770 година по Еврейския календар
- 4705 – 4706 година по Китайския календар
- 4342 година по Корейския календар
- 2762 години от основаването на Рим
- 2553 година по Будисткия календар
- 2552 година по Тайландския слънчев календар
- 2001 – 2002 година по Етиопския календар
- 1725 – 1726 година по Коптския календар
- 1458 година по Арменския календар
- 1431 – 1432 година по Мюсюлманския календар
- 1387 – 1388 година по Иранския календар
- 1371 година по Бирманския календар

## Събития

### Януари
- 1 януари – Словакия се присъединява към еврозоната.[1]
- 1 януари – Чехия поема председателството на Съвета на ЕС.[2]
- 1 януари – Вилнюс и Линц стават Европейски столици на културата за 2009 година.[3]
- 1 януари – Австрия, Япония, Мексико, Турция и Уганда поемат своите места в Съвета за сигурност на ООН.
- 1 януари – Асунсион, столицата на Парагвай става Американска столица на културата за 2009 година.[4]
- 3 януари – В Буенос Айрес стартира „Рали Дакар 2009“.[5]
- 3 януари – Израел започва инвазия по суша в Ивицата Газа. Войната влиза във втората си седмица.
- 7 януари – Русия спира газовите доставки към Европа през Украйна. Руският министър-председател Владимир Путин публично подтиква за по-голямо международно участие в енергийния диспут.
- 13 януари – Ирак става 186-ата страна подписала конвенцията за забрана на химическо оръжие.
- 13 януари – Етиопската армия се изтегля от Сомалия, след като в продължение на 2 години е поддържала мира.
- 14 януари – Президентът на КНДР Ким Чен Ир посочва своят наследник – Ким Чен Ун.
- 15 януари – Самолетът при полет 1549 на „Ю Ес Еъруейс“ е успешно приводнен от пилотите Съли Салънбъргър и Джефри Скайлс в река Хъдсън в Ню Йорк, след удар в ято птици. Всички 155 души на борда оцеляват.
- 17 януари – Израел обявява спиране на огъня в Ивицата Газа. Влиза в сила следващия ден, когато и Хамас обявява спиране на огъня.
- 20 януари – Барак Обама официално встъпва в длъжност като 44-тия президент на САЩ.
- 21 януари – Израел окончателно се изтегля от ивицата Газа. Последват въздушни удари от двете страни за седмици.
- 22 януари – Конгоанският бунтовен лидер Лаурент Нкунда е заловен прекосявайки границата с Руанда
- 26 януари – Ислансската банкова система колабира и правителството пада. Министър-председателят Гейр Хард подава оставка.
- 27 януари – За патриарх на Москва и цяла Русия е избран Кирил I.[6]

### Февруари
- 12 февруари – Ден на Чарлз Дарвин.
- 12 февруари – Самолетът при полет 3407 на „Колган Еър“ се разбива в къща в Кларънс Център, Ню Йорк, докато се приближава към международното летище „Бъфало Ниагара“ и убива всички на борда и един на земята.
- 18 – 28 февруари – В Харбин, Китай се провежда Зимната универсиада.[7]
- 25 февруари – Самолетът при полет 1951 на „Търкиш Еърлайнс“ се разбива по време на кацане на летище „Амстердам Схипхол“ в Амстердам, Нидерландия, главно поради дефектен радиовисотомер, което води до смъртта на 9 пътници и екипаж, включително и 3-та пилоти.

### Март
- 2 март – Убит е президентът на Гвинея-Бисау Жоан Бернарду Виейра.[8]
- 28 март – от 20:30 до 21:30 се отбелязва Часът на Земята.[9]

### Април
- 1 април – Честване на 200 години от рождението на Николай Гогол.
- 3 април – Навършват се 130 години от обявяването на София за столица на България
- 3 – 4 април – 21-ва среща на НАТО в Страсбург и Кел.
  - 4 април – Албания и Хърватия се присъединяват към НАТО.
- 5 април – Парламентарни избори в Молдова.

### Май
- 2 май – В Индонезия се провеждат президентски избори.
- 3 май – В Панама се провеждат парламентарни и президентски избори.
- 6 май – дебютира южнокорейската идол група 2NE1
- 16 май – В Москва се провежда финалът на 54-тия конкурс за песен Евровизия, победител е Александър Рибак (Норвегия) с песента „Fairytale“ (Приказка).
- 20 май – В Истанбул се провежда финалната среща за Купата на УЕФА между отборите на Шахтьор (Донецк) и Вердер (Бремен), победител е отбора на Шахтьор.
- 27 май – В Рим се провежда финалната среща на Шампионска лига между отборите на Барселона и Манчестър Юнайтед, победител е отбора на Барселона.

### Юни
- 1 юни – Гренландия получава по-широка автономност, което ѝ позволява да се превърне в отделна държава в рамките на Кралство Дания.
- 1 юни – Открива се bTV в нова административна сграда.
- 4 – 7 юни – Провеждат се избори за Европейски парламент.
- 25 юни – Умира Майкъл Джексън.
- 30 юни – Самолетът при полет 626 на „Йемения“ се разбива в Индийския океан близо до Коморските острови и убива 152 от 153-мата души на борда. 14-годишно момиче на име Бахия Бакари оцелява след катастрофата.

### Юли
- 1 юли – Швеция ще поеме председателството на Съвета на ЕС.
- 5 юли – В България се провеждат парламентарни избори
- 15 юли – Самолетът при полет 7908 на „Каспиан Еърлайнс“ се разбива близо до село Джанатабад, извън град Казвин в северозападен Иран и убива всички 168 души на борда.
- юли – В Екатеринбург се провежда среща на Шанхайска организация за сътрудничество.
- 22 юли – Пълно слънчево затъмнение е видимо от територията на Китай

### Август
- 7 август – Тайфунът Моракот удря Тайван, убивайки 500 души и оставяйки над 1000 без дом. Това е най-лошото наводнение в последния половин век.

### Септември
- 14 септември – Парламентарни избори в Норвегия.
- 17 септември – Федерални избори в Германия.

### Октомври
- 1 октомври – Стартира новият канал bTV Comedy.
- 2 октомври – На сесия на МОК в Копенхаген ще бъде определен градът-домакин на XXXI летни олимпийски игри през 2016 година.
- октомври – В Ирландия ще бъде проведен повторен референдум относно приемането на Лисабонския договор.

### Ноември
- 1 ноември – В Абу Даби за първи път се провежда състезание от Формула 1.

### Декември
- 1 декември – Лисабонският договор влиза в сила.
- 7 декември – 18 декември – Среща на ООН за климатичните промени в Копенхаген, Дания.
- 7 декември – Стартира каналът bTV Cinema.
- 16 декември – Астрономи откриват GJ1214b, първата известна екзопланета, която може да има вода.
- 18 декември - Премиерата на най-касовия филм засега Аватар.

## Починали

### Януари
- 1 януари – Йоханес Марио Зимел, австрийски писател (* 1924 г.)
- 3 януари – Пат Хингъл, американски актьор (* 1924 г.)
- 4 януари – Герт Йонке, австрийски писател (* 1946 г.)
- 11 януари – Вълкана Стоянова, народна певица (* 1922 г.)
- 14 януари – Димитър Манчев, български актьор (* 1934 г.)
- 15 януари – Саид Сиям, палестински политик (* 1959 г.)
- 27 януари
  - Джон Ъпдайк, американски писател (* 1932 г.)
  - Рамасвами Венкатараман, 8-и президент на Индия (* 1910 г.)
- 30 януари – Ингемар Йохансон, шведски професионален боксьор (* 1932 г.)
- 31 януари – Лино Алдани, италиански писател (* 1926 г.)

### Февруари
- 6 февруари – Джеймс Уитмор, американски актьор (* 1921 г.)
- 25 февруари – Филип Фармър, американски писател (* 1918 г.)

### Март
- 15 март – Рон Силвър, американски актьор (* 1946 г.)
- 18 март – Наташа Ричардсън, британска актриса (* 1963 г.)
- 19 март – Гертруд Фусенегер, австрийска писателка (* 1912 г.)
- 29 март
  - Морис Жар, френски композитор и диригент (* 1924 г.)
  - Климент Денчев, български актьор (* 1939 г.)
  - Джоун Брамш, американска писателка (* 1936 г.)
- 31 март – Раул Алфонсин, президент на Аржентина (* 1927 г.)

### Април
- 4 април – Емил Симеонов, български писател, поет, драматург и журналист (* 1945 г.)
- 6 април – Борис Чернев, български актьор (* 1964 г.)
- 7 април – Дейв Арнесън, американски гейм дизайнер (* 1947 г.)
- 8 април – Борислав Боянов, български математик (* 1944 г.)
- 12 април – Ив Козофски Седжуик, американски социален теоретик (* 1950 г.)
- 14 април – Морис Дрюон, френски писател (* 1918 г.)
- 16 април
  - Виктор Пасков, български писател (* 1949 г.)
  - Димитър Шойлев, български лекар (* 1935 г.)
- 28 април – Екатерина Максимова, съветска и руска балерина (* 1939 г.)

### Май
- 4 май – Дом Делуис, американски актьор и комик (* 1933 г.)
- 17 май
  - Марио Бенедети, уругвайски писател (* 1920 г.)
  - Петър Слабаков, български актьор (* 1923 г.)
- 19 май – Робърт Фърчгот, американски учен, носител на Нобелова награда (* 1916 г.)
- 23 май – Но Му-хен, южнокорейски политик (* 1946 г.)
- 26 май – Дорис Мюрингер, австрийска поетеса (* 1920 г.)
- 27 май – Клайв Грейнджър, британски икономист (* 1934 г.)
- 30 май
  - Нончо Воденичаров, български поп-певец, актьор, каскадьор и кмет на Раднево (* 1955 г.)
  - Ефраим Кацир, президент на Израел (* 1916 г.)

### Юни
- 2 юни
  - Дейвид Едингс, американски писател (* 1931 г.)
  - Венцел Райчев, български социолог (* 1930 г.)
- 3 юни
  - Дейвид Карадайн, американски актьор (* 1936 г.)
  - Коко Тейлър, американска певица (* 1928 г.)
- 6 юни – Жан Досе, френски имунолог, носител на Нобелова награда (* 1916 г.)
- 8 юни – Омар Бонго, президент на Габон (* 1935 г.)
- 9 юни – Вера Мутафчиева, българска историчка (* 1929 г.)
- 12 юни – Феликс Малум Нгакуту, президент на Чад (* 1932 г.)
- 17 юни – Ралф Дарендорф, немско-британски професор по социология, политик и публицист (* 1929 г.)
- 18 юни – Енчо Мутафов, български литературен и художествен критик (* 1943 г.)
- 25 юни
  - Майкъл Джаксън, американски певец, известен като Краля на попа, смятан за най-успешния изпълнител (* 1958 г.)
  - Фара Фосет, американска актриса (* 1947 г.)
  - Веселин Димитров, български журналист (* 1938 г.)
- 30 юни – Пина Бауш, германска танцьорка и хореограф (* 1940 г.)

### Юли
- 1 юли – Карл Молдън, американски актьор (* 1912 г.)
- 6 юли
  - Василий Аксьонов, руски писател (* 1932 г.)
  - Робърт Макнамара, американски министър на отбраната (* 1916 г.)
- 17 юли
  - Меир Амит, израелски политик (* 1921 г.)
  - Лешек Колаковски, полски философ (* 1927 г.)
- 26 юли – Мерс Кънингам, американски хореограф (* 1919 г.)
- 31 юли – Боби Робсън, английски футболист (* 1933 г.)

### Август
- 1 август – Мария Корасон Акино, филипински политик (* 1933 г.),първата жена-президент на Филипините. Съпругът и Бенинго Акино оглавява опозицията срещу президента Фердинанд Маркос. Когато Бенинго Акино е убит Мария Акино поема лидерството на опозицията.
- 2 август – Адолф Ендлер, немски писател (* 1930 г.)
- 6 август – Джон Хюз, американски филмов режисьор, продуцент и писател (* 1950 г.)
- 8 август – Даниел Харке, испански футболист (* 1983 г.)
- 13 август – Лес Пол, американски китарист (* 1915 г.)
- 14 август – Илия Конев, български литературовед (* 1928 г.)
- 18 август – Ким Те Чжун, южнокорейски политик, носител на Нобелова награда (* 1925 г.)
- 23 август – Маргарита Панева, български политик (* 1947 г.)
- 24 август – Тони Зайлер, австрийски скиор (* 1932 г.)
- 25 август – Едуард Кенеди, американски политик (* 1932 г.)
- 27 август – Сергей Михалков, съветски и руски писател (* 1913 г.)

### Септември
- 1 септември – Радко Радков, български поет и драматург (* 1940 г.)
- 8 септември – Оге Нилс Бор, датски физик, носител на Нобелова награда (* 1922 г.)
- 11 септември – Хуан Алмейда Боске, кубински революционер и политик (* 1927 г.)
- 12 септември
  - Норман Борлауг, американски агроном, лауреат на Нобелова награда за мир (* 1914 г.)
  - Джак Креймър, американски тенисист (* 1921 г.)
- 14 септември
  - Патрик Суейзи, американски актьор (* 1952 г.)
  - Хенри Гибсън, американски актьор (* 1935 г.)
- 17 септември – Панайот Узунов, български авиатор (* 1957 г.)
- 23 септември – Ертогрул Осман V, последният престолонаследник на Османската империя (* 1912 г.)
- 29 септември – Павел Попович, украински космонавт (* 1930 г.)

### Октомври
- 2 октомври – Марек Еделман, полски активист (* 1922 г.)
- 4 октомври – Мерседес Соса, аржентинска певица (* 1935 г.)
- 7 октомври – Ървинг Пен, американски фотограф (* 1917 г.)
- 13 октомври – Ал Мартино, американски певец и актьор (* 1927 г.)
- 14 октомври – Жана Николова-Гълъбова, български учен-филолог (* 1908 г.)
- 19 октомври – Джоузеф Уайзман, канадски актьор (* 1918 г.)
- 21 октомври – Хайнц Чеховски, немски поет (* 1935 г.)
- 28 октомври – Иларион Доростолски, митрополит на Доростолска епархия на БПЦ (* 1913 г.)
- 30 октомври – Клод Леви-Строс, френски антрополог (* 1908 г.)

### Ноември
- 8 ноември – Виталий Гинзбург, руски физик, носител на Нобелова награда (* 1916 г.)
- 10 ноември – Роберт Енке, германски футболист (* 1977 г.)
- 15 ноември
  - Павле, сръбски патриарх (* 1914 г.)
  - Пиер Армел, министър-председател на Белгия (* 1911 г.)
- 18 ноември – Любен Станев, български писател (* 1924 г.)
- 21 ноември – Константин Феоктистов, съветски космонавт (* 1926 г.)
- 30 ноември – Милорад Павич, сръбски писател (* 1929 г.)

### Декември
- 1 декември – Петко Йотов, български офицер, директор на Национален военноисторически музей в София (* 1947 г.)[10]
- 3 декември – Ричард Тод, британски актьор (* 1919 г.)
- 4 декември – Вячеслав Тихонов, съветски и руски актьор (* 1928 г.)
- 9 декември – Джийн Бари, американски актьор (* 1919 г.)
- 13 декември – Пол Самюелсън, американски икономист, носител на Нобелова награда (* 1915 г.)
- 14 декември – Крикор Азарян, български режисьор (* 1934 г.)[11]
- 16 декември – Егор Гайдар, руски политик (* 1956 г.)
- 17 декември – Дженифър Джоунс, американска актриса (* 1919 г.)
- 19 декември – Хосейн Али Монтазери, ирански духовник и политик (* 1922 г.)
- 20 декември – Британи Мърфи, американска актриса (* 1977 г.)
- 21 декември – Едуин Кребс, американски биолог, носител на Нобелова награда (* 1918 г.)
- 24 декември
  - Геро фон Вилперт, германски писател (* 1933 г.)
  - Рафаел Калдера, 54-ти и 60-и президент на Венецуела (* 1916 г.)
- 30 декември – Абдураман Уахид, индонезийски политик (* 1940 г.)

## Нобелови лауреати
- Икономика – Елинор Остром, Олив Уилямсон
- Литература – Херта Мюлер
- Медицина – Елизабет Блекбърн, Карол Грейдър и Джак Шостак
- Мир – Барак Обама
- Физика – Джордж Смит, Уилард Бойл, Чарлз Као
- Химия – Ада Йонат, Венкатраман Рамакришнан, Томас Щайц